# Whitewater Lake
Whitewater Lake är en sjö i Kanada.   Den ligger i kommunen Greater Sudbury och provinsen Ontario, i den sydöstra delen av landet, 400 km väster om huvudstaden Ottawa. Whitewater Lake ligger 263 meter över havet. Arean är 10,1 kvadratkilometer. Den sträcker sig 3,1 kilometer i nord-sydlig riktning, och 6,9 kilometer i öst-västlig riktning.